# Napad na Unadillo in Onaquago
Napad na Unadillo in Onaquago je bila vojaška operacija sil Kontinentalne vojske in newyorške milice proti irokeškim mestom Unadilla in Onaquaga v današnjem severnem delu zvezne države New York. V začetku oktobra 1778 je več kot 250 mož pod poveljstvom podpolkovnika Williama Butlerja iz 4. pensilvanskega polka napadlo dve naglo zapuščeni mesti in ju uničilo, porušilo večino zgradb ter vzelo ali uničilo zaloge, vključno z zimskimi zalogami prebivalcev.
Napad je bil izveden kot povračilo za vrsto napadov na obmejne skupnosti s strani Brantovih prostovoljcev, ki jih je vodil Joseph Brant in Butlerjevih rangerjev, pod poveljstvom majorja Johna Butlerja spomladi in poleti 1778. Unadilla se je nahajala v današnji vasi Unadilla, okrožju Otsego, Onaquaga pa v današnjem mestu Windsor, okrožju Broome.

## Ozadje
Z neuspehom kampanje britanskega generala Johna Burgoyna za nadzor nad dolino Hudson v bitkah pri Saratogi oktobra 1777 je Ameriška revolucionarna vojna v severnem delu New Yorka postala obmejna vojna. Pozimi 1777–78 so major John Butler, mohawški poglavar Joseph Brant in voditelji drugih Irokezev, zaveznikov Britancev, razvili načrte za napad na obmejne naselbine v New Yorku in Pensilvaniji.
Februarja 1778 je Brant vzpostavil operativno bazo v Onaquaga (današnji Windsor, New York). Rekrutiral je mešanico Irokezev in lojalistov, ki so jih ocenili na med dvesto in tristo, ko je maja začel svojo kampanjo. Eden od njegovih ciljev je bil pridobiti zaloge za svoje sile in sile majorja Butlerja, ki je načrtoval operacije v dolini reke Susquehanna. Brant je svojo kampanjo začel konec maja z napadom na Cobleskill in je napadal druge obmejne skupnosti skozi celo poletje.
Obmejni naseljenci so se težko odzivali na napade. Lokalno milico so podpirali nekateri polki Kontinentalne vojske, nameščeni na območju, vendar se te sile na splošno niso mogle mobilizirati pravočasno, da bi ujele napadalce, preden so izginili. Pripadniki milice so se pogosto morali vrniti na svoje kmetije, da bi skrbeli za svoje kmetije in živino. Guverner New Yorka George Clinton in poveljnik milice brigadni general Abraham Ten Broeck sta razmišljala o izvedbi operacij proti glavnim irokeškim bazam, ki so jih uporabljali napadalci, Onaquagi in Unadilli že prej leta 1778, vendar je bila ekspedicija organizirana šele po napadu na German Flatts Branta na naselbino German Flatts septembra.
Kot odgovor na pozive guvernerja Clintona je general George Washington odobril uporabo sil Kontinentalne vojske in operacijo dodelil podpolkovniku Williamu Butlerju iz 4. pensilvanskega polka. 20. septembra je Butler poslal izvidnike, da bi preiskali razmere v obeh mestih.Vrnili so se s poročili, da je imela Unadilla 300 prebivalcev in Onaquaga 400.

## Ekspedicija
2. oktobra je Butler vodil silo 267 mož (214 kontinentalcev in 53 milice) iz doline Schoharie proti dvema vasema. Pozno popoldne 6. oktobra je sila dosegla območje Unadille. Butler je poslal izvidniške skupine, da zajamejo ujetnike iz oddaljenih kmetij. Ko se je sila previdno približevala mestu, se je eden od izvidnikov vrnil z ujetnikom, ki je poročal, da je bila skupnost zapuščena, večina prebivalcev pa je pobegnila v Onaquago. Butler je odcepil nekaj svojih mož, da uničijo mesto, medtem ko je sam z ostalimi korakal proti Onaquagi. Mesto so dosegli pozno 8. oktobra in ga prav tako našli zapuščenega, očitno v veliki naglici.
Butler in njegovi možje so naslednja dva dni uničevali mesti. Butler je Onaquago opisal kot "najlepše indijansko mesto, kar sem jih kdaj videl; na obeh straneh reke je bilo približno 40 dobrih hiš, kvadratnih hlodov, skodel in kamnitih dimnikov, dobrih tal, steklenih oken itd." Vse hiše so bile požgane, prav tako mestna žaga in mlin, ki je bil edini na tem območju. Butler je poročal o zajetju 49 konj in 52 glav goveda ter uničenju 4.000 bušlov žita. Operacije so bile otežene zaradi močnih dežev, ki so dvignili gladino reke Susquehanna. Butlerjevi možje so morali zgraditi splave, da so prečkali nekatere pritoke reke in dosegli dele mesta. Ekspedicija se je vrnila v Schoharie 16. oktobra.

## Posledice
Medtem, ko je potekal napad, sta Brant in njegovi prostovoljci napadali obmejne naselbine v zgornji dolini reke Delaware. Brantovi možje so bili še posebej razburjeni zaradi uničenja obeh mest, prav tako pa tudi Seneca bojevniki, ki so se Brantu pridružili pri ruševinah Unadille nekaj dni kasneje. Ta jeza je prispevala k povračilnim ukrepom, ko so združene britanske in irokeške sile napadle Cherry Valley, kar je privedlo do pokola 30 neborcev s strani Senecov.
Resnost obmejne vojne leta 1778 je privedla do pozivov Kontinentalnega kongresa k odzivu. Leta 1779 je general Washington organiziral veliko ekspedicijo Kontinentalne vojske na ozemlja Irokezov. Pod vodstvom generalmajorja Johna Sullivana in brigadnega generala Jamesa Clintona je Sullivanova ekspedicija uničila vasi, pridelke in zimske zaloge, s čimer je večino Irokezov, ki so podpirali Britance, pregnala z njihovih ozemelj. Kljub očitnemu uspehu ekspedicije se je obmejna vojna v naslednjih letih nadaljevala z obnovljeno močjo.